# Valdemar Skram
Valdemar Hansen Skram også kendt som Valdemar Skram til Ørndrup. (født 1617, død 1693 ) gift med Kirsten Kaas, er kendt for at har underskrevet Suverænitetsakten fra 1661. og ejerskabet af både Ørndrup hovedgård, Sjelle skovgaard, Bildstrup herregård og Todbøl